# Фортуна-Футгіллс (Аризона)
Фортуна-Футгіллс (англ. Fortuna Foothills) — переписна місцевість (CDP) в США, в окрузі Юма штату Аризона. Населення — 27 776 осіб (2020).

## Географія
Фортуна-Футгіллс розташована за координатами 32°39′42″ пн. ш. 114°23′51″ зх. д. / 32.66167° пн. ш. 114.39750° зх. д. (32.661592, -114.397523).  За даними Бюро перепису населення США в 2010 році переписна місцевість мала площу 104,04 км², уся площа — суходіл.

## Демографія
Згідно з переписом 2010 року, у переписній місцевості мешкало 26 265 осіб у 12 006 домогосподарствах у складі 8299 родин. Густота населення становила 252 особи/км².  Було 21642 помешкання (208/км²).
Расовий склад населення:
| - 87,5 % — білих - 1,2 % — чорних або афроамериканців - 1,0 % — азіатів - 0,9 % — корінних американців - 0,1 % — вихідців з тихоокеанських островів - 6,6 % — осіб інших рас |

До двох чи більше рас належало 2,6 %. Частка іспаномовних становила 20,1 % від усіх жителів.
За віковим діапазоном населення розподілялося таким чином: 14,9 % — особи молодші 18 років, 44,1 % — особи у віці 18—64 років, 41,0 % — особи у віці 65 років та старші. Медіана віку мешканця становила 59,4 року. На 100 осіб жіночої статі у переписній місцевості припадало 95,8 чоловіків;  на 100 жінок у віці від 18 років та старших — 95,8 чоловіків також старших 18 років.
Середній дохід на одне домашнє господарство  становив 61 995 доларів США (медіана — 50 504), а середній дохід на одну сім'ю — 67 794 долари (медіана — 55 147). Медіана доходів становила 57 318 доларів для чоловіків та 40 588 доларів для жінок. За межею бідності перебувало 10,3 % осіб, у тому числі 14,9 % дітей у віці до 18 років та 7,1 % осіб у віці 65 років та старших.
Цивільне працевлаштоване населення становило 8016 осіб. Основні галузі зайнятості: публічна адміністрація — 22,7 %, освіта, охорона здоров'я та соціальна допомога — 16,7 %, роздрібна торгівля — 11,6 %, науковці, спеціалісти, менеджери — 8,1 %.